# Acta Patris Ignatii
«Дія́ння отця́ Ігна́тія» (лат. Acta Patris Ignatii) — біографія святого Ігнатія Лойоли, засновника Товариства Ісуса. Охоплює середній період життя (30—48 роки) священика. Написана частково розмовною іспанською, частково — італійською, з латинськими перекладом. Автор — португальський єзуїт Луїш Гонсалвіш да Камара. Постала внаслідок розмов останнього із Лойолою. Складена у 1553—1555 роках в часи перебування Камари в Римі. Адресувалася, насамперед, членам Товариства Ісуса. На думку Лео Баккера, створювалася з дидактичною метою, як приклад-ілюстрація до «Духовних вправ» загалом й інструкція для розпізнання духовних станів зокрема. Перекладена на три десятки мов. Важливе джерело з історії єзуїтів, першоджерело для вивчення життя Лойоли. Також — Автобіографія Ігнатія Лойоли.

## Видання
- Acta Patris Ignatii // Fontes narrativi de S. Ignatio de Loyola et de Societatis Iesu initiis. Romae: Monumenta Historica Societatis Iesu, 1943. Vol. 1. Narrationes scriptae ante annum 1557. p. 323-507. (факсимільне видання).
- Autobiografía  — Diario espiritual. ed. V. Larrañaga. Madrid, 1947
- Autobiografía. ed. I. Iparraguirre. Madrid, 1952.
- Autobiografía. ed. M. Ruiz Jurado. Madrid, 1992
- Autobiografía. ed. y trad. M. Costa (Roma, 1994): cf. Polgár 1:109-111.

## Переклади
англійські
- The autobiography of St. Ignatius Loyola. ed. by J. O'Conor. New York: Benziger Brothers, 1900  [Архівовано 29 липня 2019 у Wayback Machine.]
- John C. Olin. The autobiography of St. Ignatius Loyola: with related documents. Front Cover. Saint Ignatius (of Loyola). New York: Harper & Row, 1974.
- Joseph N. Tylenda. A Pilgrim's Journey: The Autobiography of St. Ignatius of Loyola. Welgminton, Del.: Michael Glazer, 1985.

українські
- Автобіографія св. Ігнатія Лойоли. / переклад з англійської А. Маслюха. Saint Louis: The Institute of Jesuit Sources, 1995.   [Архівовано 23 листопада 2018 у Wayback Machine.]
- Заповіт прочанина: автобіографія святого Ігнатія Лойоли, засновника єзуїтів. Львів: Свічадо, 2004.